# 兵庫県立武庫荘総合高等学校
兵庫県立武庫荘総合高等学校（ひょうごけんりつ むこのそうそうごうこうとうがっこう）は、兵庫県尼崎市武庫之荘に所在する公立の高等学校。通称「武庫総」（むこそう）。

## 設置学科
- 総合学科
  - 歴史文芸系列
  - 国際コミュニケーション系列
  - 情報サイエンス系列
  - 工業テクノロジー系列
  - 環境エコロジー系列
  - 健康福祉系列
- 福祉探求科

福祉探求科は阪神間の公立高校で唯一、介護福祉士国家資格取得が可能な学科であり、定員は40名である。
総合学科の定員の50%以内と福祉探求科の定員全員は推薦入試で選抜され、県下全域から出願可能である。

## 沿革
- 2003年（平成15年） - 兵庫県立武庫工業高等学校と兵庫県立武庫荘高等学校を統合する位置付けで、武庫工業高等学校敷地にて兵庫県立武庫荘総合高等学校が開校。
- 2015年（平成27年）4月1日 -  兵庫県立阪神特別支援学校 分教室が本校内に設置される。
- 2018年（平成30年） - 既存の総合学科のほかに、専門学科の福祉探求科が設置される。

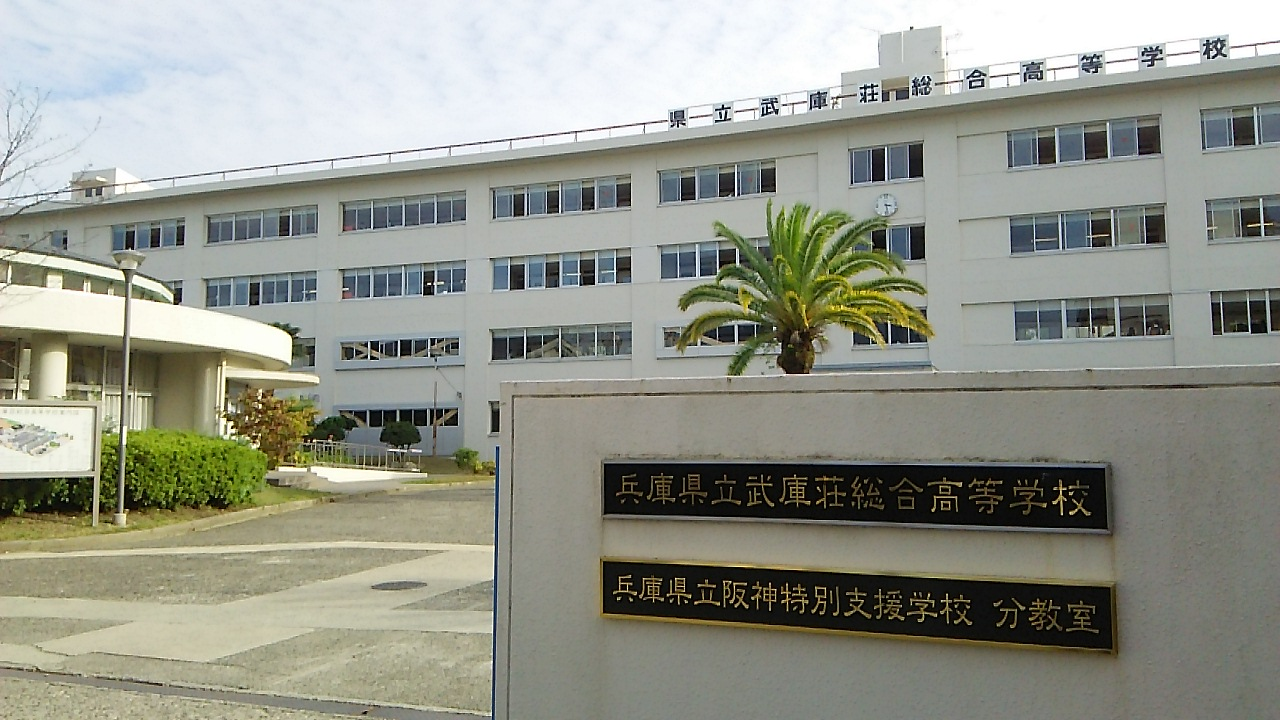
校門の外から撮影